# 莊孟倫
莊孟倫（1911年—1951年4月27日），臺南市人，廈門美術專門學校，保密局幹員，省工委書記蔡孝乾領導成員。因刺探軍情、叛亂判死刑，1951年4月27日槍決於馬場町刑場。

## 生平
莊孟倫，日治臺南廳人，1911年生，生長在大地主家庭，家族深受漢民族主義影響，具反日思想，長兄莊孟侯台北醫校畢業、二哥丈侯留學日本，三哥叔侯就讀南二中，因為反日思想與南一中學生發生衝突遭到退學後潛至中國，父親早逝，家道中落，莊孟倫無法像幾個哥哥求學深造，自幼有繪畫天分，水彩、油畫皆有一定水準，二哥回台後開藥房，莊孟倫便在藥局當店員，一二八事變之後莊孟倫萌生前往中國之心。
1936年莊孟倫透過三哥介紹前往廈門，在台灣人翁俊明籌辦的廈門美術專門學校就讀，1937年畢業。不久抗戰爆發，莊孟倫前往香港，參加李萬居主持的軍事委員會國際問題研究所，負責蒐集情報。1940年，翁俊明在香港籌辦中國國民黨臺灣省黨部，莊孟倫擔任籌備處組織科調查股與宣傳科勸導股幹事，莊孟侯負責台灣南部地區情蒐集發展黨員任務，在香港期間，認識了中共混入國民黨體系的地下情報員施碧辰，施碧辰，彰化人，與蔡孝乾一樣，是少數參與早期中國共產黨發展的台灣人，抗戰時中共派往香港潛伏打入國民黨特務組織，另有中共黨人黃昭明負責香港情蒐任務。
1942年莊孟倫在江西泰和受黨務訓練班特務訓練，1945年戰後返台，負責中國國民黨三民主義青年團台南黨部的籌備，並積極奔走於組織，籌辦高雄廣播電台擔任台長，之後成為黨營高雄市青年戲院總經理，期間結識許多志同道合的朋友， 1950年之後許多人竟然都因為參與省工委遭槍決。
返台後，莊孟倫成為保密局高雄站長，然而，對於戰後國府接收的亂象，莊孟倫與當時的一些台籍菁英一樣，思想發生左傾，1947年2月，施碧辰介紹莊孟倫認識了台灣省工委書記蔡孝乾，受其吸收成為雙面諜，潛伏於保密局，首任高雄市參議員陳浴沂回憶他與鍾孟倫在1946年認識，之後他曾派簡吉與他接洽成立光復會的事，1949年，陳浴沂的弟弟陳水木在台北參加學潮，四六事件時，莊孟倫雖在保密局工作，卻讓陳浴沂強力作保了十多名學生，陳浴沂因此被列為黑名單，1949年9月，莊孟倫即通知陳浴沂當局準備抓他，請他做好偷渡準備，帶他躲藏在一處海岸魚塭草寮，兩週間他們談了許多事，陳浴沂表示「孟倫對甫告成立的新中國充滿了期望…因為台灣的戶籍資料太完整，島上幾乎沒有可供為地下基地的腹地。」，並安排他逃亡香港有人接引，然而，他卻因為丟失了做為信物的帽子而輾轉逃亡日本。陳浴沂表示：「沒有莊孟倫就沒有今天的陳浴億」，每次談起那一段共闖生死關的兩周日子，陳浴億（後來改名）總不忘以這句話來做結尾。表弟林書揚則認為，莊孟倫成為共黨的時間可能更久，早在1938年與施碧辰等共黨人士接觸後。
1947年元月莊孟倫擔任高雄市青年戲院總經理，介紹經理黃克思到高雄港務局服務，負責蒐集海關相關文件及口頭報告軍隊進出情報。1950年1月蔡孝乾遭到逮捕，省工委成員相繼落網，肅清匪諜一時風聲鶴唳，蔡孝乾選擇自新，將所有的工作小組一一揭露，莊孟倫與蔡孝乾是單線聯繫，由於蔡孝乾的口供，很快的莊孟倫與黃克思遭到逮捕。
莊孟倫與黃克思因刺探軍情、叛亂罪判處死刑，1951年4月27日槍決於水源路刑場。